# Jio
Reliance Jio Infocomm Limited是印度電信公司，也是印度信实工業旗下Jio Platforms的子公司，總部位於孟買。Jio不提供2G或3G服務，而是在其4G網絡上提供LTE服務，網路幾乎覆蓋全印度，一些偏僻地區甚至也有服務。截至2019年12月31日，Jio是印度最大的移動網絡運營商和世界第三大移動網絡運營商。

## 歷史
2020年4月以來，信實工業釋出了Jio Platforms 25.09％的股權，Jio Platforms包括其電信事業Jio Infocomm以及音樂與電影串流服務。Jio先前已得到臉書、KKR等公司合計158億美元的投資入股。英特爾擁有Jio 0.39%股權，Jio目前企業價值為690億美元。
從2020年4月至2020年7月，短短3個月，戰略和金融投資者共對Jio投資了超過200億美元，收購了Jio超過32.9%的股份。具體包括： 。
- 2020年4月22日，Reliance Jio Infocomm获得Facebook独家4375亿卢比投资。[7]
- 2020年5月8日，Reliance Jio Infocomm获得 Silver Lake, Vista Equity Partners 共同投资的22亿美金资金。
- 2020年5月22日，Reliance Jio Infocomm获得 General Atlantic, Kohlberg Kravis Roberts 共同投资的24亿美金资金。
- 2020年6月5日，Reliance Jio Infocomm获得 Mubadala, Silver Lake 共同投资的1364亿卢比资金。
- 2020年6月7日，Reliance Jio Infocomm获得 Abu Dhabi Investment Authority 独家568亿卢比投资。
- 2020年6月13日，Reliance Jio Infocomm获得 L Catterton, TPG 共同投资的644亿卢比资金。
- 2020年6月18日，Reliance Jio Infocomm获得 Saudi Arabia's Public Investment Fund 独家1137亿卢比投资。
- 2020年7月3日，Reliance Jio Infocomm获得 Intel Capital 独家189亿卢比投资。
- 2020年7月12日，Reliance Jio Infocomm获得 Qualcomm Ventures 独家73亿卢比投资。
- 2020年7月15日，Reliance Jio Infocomm获得 Google 独家3374亿卢比投资。[7]